# Uga

Pfarrkirche San Isidro Labrador

Uga ist ein Dorf im südlichen Teil der Kanareninsel Lanzarote. Es gehört zur Gemeinde Yaiza und hat 943 Einwohner (2011).
Der kleine Vorort von Yaiza befindet sich an der Kreuzung der Straße aus dem Weinanbaugebiet La Geria und der Hauptstraße zwischen Tías und Yaiza. Er besteht hauptsächlich aus kubischen, traditionell weiß getünchten Häusern, meist mit kleinem Garten. Daher wirkt er wie eine Oase in der kargen Vulkanlandschaft des Inselsüdens nahe dem Nationalpark Timanfaya. Uga war stark von den schweren Vulkanausbrüchen im 18. Jahrhundert betroffen. In der Ortsmitte befindet sich eine kleine Pfarrkirche (Patrozinium: San Isidro Labrador) mit offenem Glockenturm. Ein besonderer Feiertag in Uga ist der 15. Mai, der Festtag des Kirchenpatrons.
Uga ist heute das Zentrum der Dromedarzucht der Insel. Bis zu einhundert Dromedare werden täglich durch einen extra für sie geschaffenen Tunnel zum Rande des Nationalparks Timanfaya getrieben, wo Touristen einen kurzen Ritt durch ein begrenztes Areal unternehmen können.
Direkt an der Hauptstraße liegt mit der Hausnummer 4 die auf der Insel bekannte Lachsräucherei Ahumaderia Uga. Hier wird aus Norwegen und Schottland importierter Lachs geräuchert. Ein deutsches Ehepaar aus Hamburg eröffnete das Geschäft in den 1970er Jahren. 1990 übernahmen die Spanier Ana Suárez und Carlos Guerrera den Betrieb.

Bekannt ist Uga für seine Ringkampfschule, in der der typische kanarische Ringkampf, der Lucha Canaria, gelehrt wird.
In der Straße Los Arenales 2 besitzt der 1957 hier in Uga geborene Pedro Tayo ein Atelier. Er ist ein ehemaliger Schüler des großen Künstlers von Lanzarote, César Manrique.